# 洛瑞藏
洛瑞藏（法語：Laujuzan，法語發音：[loʒyzɑ̃]）是法国热尔省的一个市镇，属于孔东区。

## 地理
洛瑞藏（43°48'23"N, 0°6'56"W）面积11.34 平方千米，位于法国奧克西塔尼大區热尔省，该省份为法国西南部内陆省份，北起顺时针与洛特-加龙省、塔恩-加龙省、上加龙省、上比利牛斯省、大西洋比利牛斯省和朗德省接壤。
与洛瑞藏接壤的市镇（或旧市镇、城区）包括：科佩讷达马尼亚克、马尼昂、莫帕、蒙勒赞达马尼亚克、莫尔梅斯、庞雅、佩尔谢德。

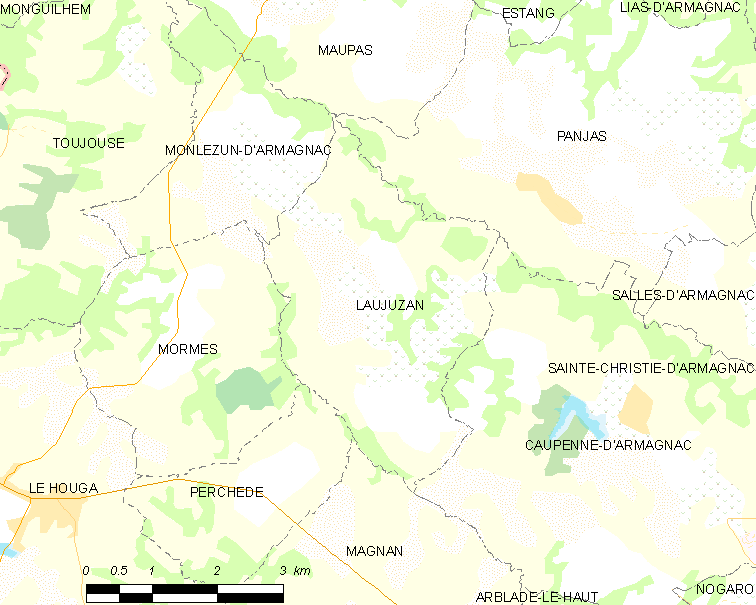
洛瑞藏的OSM定位图

洛瑞藏的时区为UTC+01:00、UTC+02:00（夏令时）。

## 行政
洛瑞藏的邮政编码为32110，INSEE市镇编码为32202。

## 政治
洛瑞藏所属的省级选区为大下阿马尼亚克县。

## 人口

1962-2008年间洛瑞藏人口变化图示

洛瑞藏于2022年1月1日时的人口数量为290人。